# Spokoini
Spokoini - Спокойный (rus) és un possiólok de la República d'Adiguèsia, a Rússia. Es troba a 10 km al nord-oest de Tulski i a 7 km al sud de Maikop.
Pertany al municipi de Krasnooktiabrski.